# Supercopa Francesa de Voleibol Masculino de 2012
A Supercopa Francesa de Voleibol Masculino de 2012 foi a 4ª edição deste torneio organizado pela Federação Francesa de Voleibol. Ocorreu na cidade de Tours e participaram do torneio as equipes campeãs do Campeonato Francês de 2011-12 e da Copa da França de 2011-12. O Tours Volley-Ball conquistou seu segundo título da competição ao derrotar o Rennes Volley 35 na partida única.

## Regulamento
O torneio foi disputado em partida única.

## Equipes participantes
| Equipe            | Cidade | Qualificação                             | Última participação |
| ----------------- | ------ | ---------------------------------------- | ------------------- |
| Tours Volley-Ball | Tours  | Campeão do Campeonato Francês de 2011-12 | 2006                |
| Rennes Volley 35  | Rennes | Campeão da Copa da França de 2011-12     | Estreante           |

## Resultado
| Data  | Hora  |                   | Placar |                  | Set 1 | Set 2 | Set 3 | Set 4 | Set 5 | Total  | Relatório |
| ----- | ----- | ----------------- | ------ | ---------------- | ----- | ----- | ----- | ----- | ----- | ------ | --------- |
| 9 out | 16:30 | Tours Volley-Ball | 3–1    | Rennes Volley 35 | 28–30 | 25–16 | 25–17 | 25–16 |       | 103–79 | Resultado |

## Premiação
| Supercopa da França de 2012           |
| ------------------------------------- |
| Tours Volley-Ball Campeão (2° título) |